# Ловозерске тундре
Ловозерске тундре (рус. Ловозёрские тундры), или Ловозерски планински масив (рус. Ловозёрский горный массив) планински је масив у западном делу Кољског полуострва у самом центру Мурманске области на северозападу Русије. Ловозерски планински масив чини неколико засебних планина максималне надморске висине до 1.126 метара (гора Ангвундасчор) смештених између језера Ловозера на истоку и Умбозера на западу. Планински врхови су доста равни и каменити, док су падине доста стрме. На врховима је приметно готово потпуно одсуство вегетације, док је подгорина обрасла густим четинарским шумама. У геолошкој основи Ловозерских планина налазе се магматски сијенити са великим концентрацијама алумосиликатних нефелина.
На овом подручју налазе се значајније залихе ретких метала попут тантала, ниобијума, цезијума, церијума и других, те минерала цирконијума.
На планинским врховима налазе се бројна мања високопланинска језера међу којима је најпознатије језеро Сејдозеро.
Локалитет је од најранијих времена имао велики значај у духовном животу лапонског народа, и на том подручју пронађени су бројни пагански мегалити.